# Cratere Litke
Litke è un cratere lunare di 38,18 km situato nella parte sud-occidentale della faccia nascosta della Luna.